# Villanueva de Gómez
Villanueva de Gómez è un comune spagnolo di 156 abitanti situato nella comunità autonoma di Castiglia e León.